# The Last Blade 2
The Last Blade 2 là một game đối kháng ra mắt năm 1998 do hãng SNK sản xuất. Giống như phần trước "The Last Blade" người chơi sẽ dùng vũ khí để chiến đấu với nhau. Ban đầu game chỉ chơi được trên máy thùng Neo Geo MVS nhưng sau này đã có mặt trên nhiều hệ máy khác.

## Phiên bản dành cho gia đình
Ngoài hệ máy thùng, The Last Blade 2 còn có mặt trên nhiều hệ console khác, trong đó có Neo Geo AES và Neo Geo CD của SNK. Phiên bản dành cho Neo Geo CD được bổ sung thêm một chế độ chơi mới là giải đố, cùng với các đoạn phim cắt cảnh có lồng tiếng và một thư viện hình ảnh tổng hợp từ cả hai phần game "Last Blade".  Năm 2001, trò chơi được chuyển thể lên hệ máy Dreamcast với tên gọi "The Last Blade 2: Heart of the Samurai" và cũng sở hữu hầu hết các tính năng bổ sung này. Điểm đặc biệt là cả hai bản Neo Geo CD và Dreamcast đều có thêm nhân vật Musashi Akatsuki, vốn là trùm phụ trong phần đầu.
Sau này, "The Last Blade 2" được gộp chung với phần đầu "The Last Blade"  trong một bộ game dành cho PlayStation 2, nhưng bộ này chỉ được bán ở Nhật Bản.  Hai game trong bộ này giống hệt bản gốc trên máy thùng, không có thêm thắt gì từ các bản trên hệ máy khác. Vào năm 2015, tại sự kiện PlayStation Experience, SNK Playmore tuyên bố sẽ phát hành "The Last Blade 2" trên PlayStation 4 và PlayStation Vita, do Code Mystics phát triển.

## Đón nhận
Tại Nhật Bản, "The Last Blade 2" đã được tạp chí Game Machine bình chọn là game máy thùng phổ biến thứ hai vào thời điểm đó (số ra ngày 15/12/1998). Theo Famitsu, phiên bản Neo Geo CD đã tẩu tán được hơn 9.379 bản ngay trong tuần đầu tiên ra mắt. Blake Fischer đã nhận xét về phiên bản Dreamcast của trò chơi trên tạp chí Next Generation, cho 3/5 sao và nói rằng: "Đây là một game đối kháng 2D độc đáo trên Dreamcast, một điểm sáng giữa rừng game "Street Fighter" mà chúng ta đã thấy ở Mỹ. Đáng tiếc là bạn phải mua bản nhập khẩu mới chơi được." Năm 2012, GamesRadar+ đã đưa "Last Blade 2" vào danh sách những game đối kháng kinh điển nhưng ít được biết tới xứng đáng có bản HD và gọi đây là "một trong những game đối kháng đẹp mắt và có chiều sâu nhất trên Neo Geo"